# 1924. évi nyári olimpiai játékok
Az 1924. évi nyári olimpiai játékokat, hivatalos nevén a VIII. nyári olimpiai játékokat 1924. május 4. és július 27. között rendezték meg a franciaországi Párizsban.
Párizst hat város közül választotta ki a Nemzetközi Olimpiai Bizottság. Elsősorban Pierre de Coubertin kívánsága volt, hogy az olimpiai mozgalom harmincéves jubileuma alkalmából a játékokat a francia fővárosban rendezzék. A francia kormány hatvanezer férőhelyes többfunkciós stadiont épített (Colombes) versenyek lebonyolításának elősegítésére. A versenyeket összesen nyolcvanöt versenynap alatt bonyolították le, és rajtuk negyvennégy nemzet háromezer-nyolcvankilenc sportolója vett részt.

## Érdekességek
- Ez volt az utolsó olimpia, amit Pierre de Coubertin NOB-elnöksége alatt rendeztek. 1925-ben Coubertint a Nemzetközi Olimpiai Bizottság élén a belga Henri de Baillet-Latour váltotta.
- Coubertin javaslatára bevezették az ötkarikás mottót: Citius, Altius, Fortius (Gyorsabban, Magasabbra, Erősebben).
- A művészeti versenyek bíráló bizottságába meghívták Bartók Bélát is, aki azonban más irányú elfoglaltsága miatt nem tudott eleget tenni a meghívásnak.
- Újdonság az olimpiai falu, mint a versenyzők befogadó, elszállásoló létesítménye.
- Az Egyesült Államok ötpróbázója Robert LeGendre távolugrásban világrekordot ugrott, harminckét centiméterrel túlszárnyalva a távolugrásban aranyérmes honfitársa William DeHart Hubbard eredményét. LeGendre a távolugrásra nem volt benevezve.
- Az antwerpeni olimpián háromszoros bajnok futó, Paavo Nurmi Párizsban öt aranyérmet nyert. A finn atléta az 1500 méteres és az 5000 méteres síkfutást úgy nyerte meg, hogy a két szám döntője között fél óra pihenő állt rendelkezésére. Nurmi mindkét számban új olimpiai csúcsot futott.
- Komjádi Béla legendás vízilabda csapata a játékok történetének leghosszabb összecsapásán győz - több mint két óra, kétszeri hosszabbítás, hét játékrész után - a négyszeres olimpiai bajnok Nagy-Britannia ellen 7:6-ra.
- Az 1896. évi olimpia magyar úszóbajnoka, Hajós Alfréd a művészeti versenyeken építészet kategóriában ezüstérmet nyert,[2] így máig ő az egyetlen magyar olimpikon, aki két különböző sportágban nyert olimpiai érmet.
- Johnny Weissmuller, a Tarzan-filmek későbbi főszereplője a párizsi olimpia úszóversenyein három arany- és egy bronzérmet nyert.
- Először szerepelt a programban női vívás. Az első olimpiai bajnok női vívó a dán Ellen Osiier lett.
- Ez volt az első nyári olimpia, amelyen magyar női sportolók is részt vettek. Az első olimpiai pontszerző magyar női olimpikon Tary Gizella, aki tőrvívásban a 6. helyen végzett.
- A 100 méteres síkfutásban győztes Harold Abrahams és a 400 méteres síkfutásban győztes Eric Liddell brit futók történetét dolgozza fel az 1981-ben készült nagy sikerű film, a Tűzszekerek.
- A francia Roger Ducret az olimpia vívóversenyein öt érmet – köztük három aranyérmet – nyert.
- Halasy Gyula és a finn Konrad Herbert agyaggalamblövészetben azonos, 98 körös olimpiai csúcsot jelentő eredményt ért el. A szétlövéskor Halasy tíz lövés közül tízszer talált, míg finn ellenfele egyszer hibázott. A később csapatban világbajnoki címet is szerzett sportlövőt méltán nevezte Krúdy Gyula egy cikkében „Magyarország legnyugodtabb emberének”.

## Részt vevő nemzetek

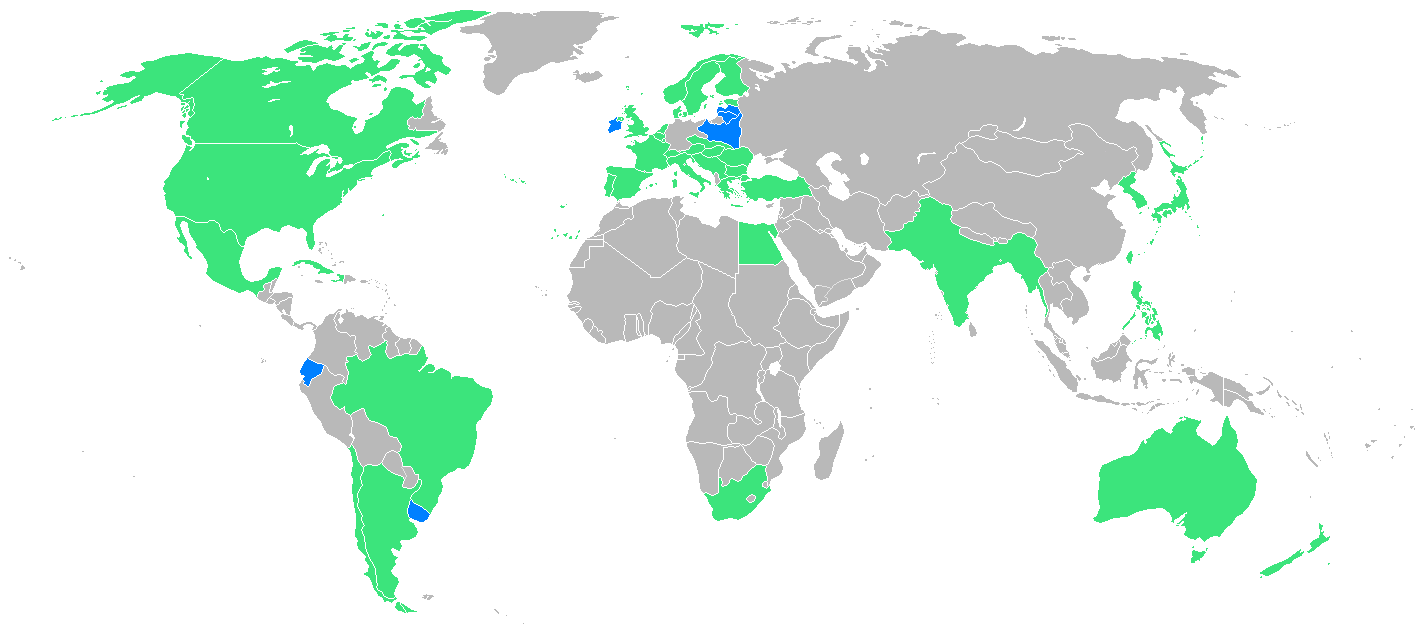
A résztvevők; kék=először, zöld=többedszer

A részt vevő nemzetek száma minden korábbi olimpiánál több volt, a háborúban vesztes országok többsége visszatérhetett az olimpiai közösségbe, azonban Németországot az 1920. évi nyári olimpiai játékokhoz hasonlóan ismét nem hívták meg. A versenyeken a következő negyvennégy ország sportolói vettek részt, az először szereplők vastagítással kiemelve:

- Argentína (ARG) (77 – 77 férfi)
- Ausztrália (AUS) (35 – 34 férfi, 1 nő)
- Ausztria (AUT) (49 – 46 férfi, 3 nő)
- Belgium (BEL) (172 – 166 férfi, 6 nő)
- Brazília (BRA) (12 – 12 férfi)
- Bulgária (BUL) (24 – 24 férfi)
- Chile (CHI) (13 – 13 férfi)
- Csehszlovákia (TCH) (133 – 129 férfi, 4 nő)
- Dánia (DEN) (89 – 78 férfi, 11 nő)
- Dél-afrikai Unió (RSA) (30 – 30 férfi)
- Ecuador (ECU) (3 – 3 férfi)
- Egyesült Államok (USA) (299 – 275 férfi, 24 nő)
- Egyiptom (EGY) (24 – 24 férfi)
- Észtország (EST) (37 – 37 férfi)
- Finnország (FIN) (121 – 121 férfi)
- Franciaország (FRA) (401 – 373 férfi, 28 nő)
- Fülöp-szigetek (PHI) (1 – 1 férfi)
- Görögország (GRE) (39 – 38 férfi, 1 nő)
- Haiti (HAI) (8 – 8 férfi)
- Hollandia (NED) (177 – 168 férfi, 9 nő)
- India (IND) (13 – 12 férfi, 1 nő)
- Írország (IRL) (49 – 47 férfi, 2 nő)
- Japán (JPN) (19 – 19 férfi)
- Jugoszlávia (YUG) (42 – 42 férfi)
- Kanada (CAN) (65 – 65 férfi)
- Kuba (CUB) (9 – 9 férfi)
- Lengyelország (POL) (65 – 64 férfi, 1 nő)
- Lettország (LAT) (36 – 36 férfi)
- Litvánia (LTU) (13 – 13 férfi)
- Luxemburg (LUX) (48 – 46 férfi, 2 nő)
- Magyarország (HUN) (89 – 86 férfi, 3 nő)
- Mexikó (MEX) (15 – 15 férfi)
- Monaco (MON) (7 – 7 férfi)
- Nagy-Britannia (GBR) (259 – 239 férfi, 20 nő)
- Norvégia (NOR) (62 – 60 férfi, 2 nő)
- Olaszország (ITA) (200 – 196 férfi, 4 nő)
- Portugália (POR) (28 – 28 férfi)
- Románia (ROU) (35 – 35 férfi)
- Spanyolország (ESP) (95 – 93 férfi, 2 nő)
- Svájc (SUI) (141 – 136 férfi, 5 nő)
- Svédország (SWE) (159 – 146 férfi, 13 nő)
- Törökország (TUR) (22 – 22 férfi)
- Új-Zéland (NZL) (4 – 3 férfi, 1 nő)
- Uruguay (URU) (26 – 26 férfi)

## Olimpiai versenyszámok
Az olimpián – a művészeti versenyeket is beleértve – tizennyolc sportág összesen húsz szakágában százharmincegy versenyszámot rendeztek. A hivatalos programban a következő versenyszámok szerepeltek:
| Versenyszámok az 1924. évi nyári olimpiai játékokon |        |        |        |        |        |       |          |
| Sportág, szakág                                     | Egyéni | Egyéni | Csapat | Csapat | Csapat | nyílt |          |
| Sportág, szakág                                     | férfi  | női    | férfi  | női    | vegyes | nyílt | összesen |
| Atlétika                                            | 23     | 0      | 4      | 0      | 0      | 0     | 27       |
| Birkózás                                            | 13     | 0      | 0      | 0      | 0      | 0     | 13       |
| Evezés                                              | 1      | 0      | 6      | 0      | 0      | 0     | 7        |
| Kerékpározás                                        | 3      | 0      | 3      | 0      | 0      | 0     | 6        |
| Labdarúgás                                          | 0      | 0      | 1      | 0      | 0      | 0     | 1        |
| Lovaglás                                            | 3      | 0      | 2      | 0      | 0      | 0     | 5        |
| Lovaspóló                                           | 0      | 0      | 1      | 0      | 0      | 0     | 1        |
| Műugrás                                             | 3      | 2      | 0      | 0      | 0      | 0     | 5        |
| művészeti versenyek                                 | 0      | 0      | 0      | 0      | 0      | 5     | 5        |
| Ökölvívás                                           | 8      | 0      | 0      | 0      | 0      | 0     | 8        |
| Öttusa                                              | 1      | 0      | 0      | 0      | 0      | 0     | 1        |
| Rögbi                                               | 0      | 0      | 1      | 0      | 0      | 0     | 1        |
| Sportlövészet                                       | 6      | 0      | 4      | 0      | 0      | 0     | 10       |
| Súlyemelés                                          | 5      | 0      | 0      | 0      | 0      | 0     | 5        |
| Tenisz                                              | 1      | 1      | 1      | 1      | 1      | 0     | 5        |
| Torna                                               | 8      | 0      | 1      | 0      | 0      | 0     | 9        |
| Úszás                                               | 5      | 4      | 1      | 1      | 0      | 0     | 11       |
| Vívás                                               | 3      | 1      | 3      | 0      | 0      | 0     | 7        |
| Vitorlázás                                          | 1      | 0      | 2      | 0      | 0      | 0     | 3        |
| Vízilabda                                           | 0      | 0      | 1      | 0      | 0      | 0     | 1        |
|                                                     |        |        |        |        |        |       |          |
| Összesen                                            | 84     | 8      | 31     | 2      | 1      | 5     | 131      |

## Éremtáblázat
A 126 arany érmen tizenkilenc, az összesen 378 érmen huszonhét ország osztozott.
(A táblázatban a vendéglátó ország csapata eltérő háttérszínnel az egyes számoszlopok legmagasabb értékei vastagítással kiemelve.)
| Az 1924. évi nyári olimpiai játékok éremtáblázatának első tíz helyezettje | Az 1924. évi nyári olimpiai játékok éremtáblázatának első tíz helyezettje | Az 1924. évi nyári olimpiai játékok éremtáblázatának első tíz helyezettje | Az 1924. évi nyári olimpiai játékok éremtáblázatának első tíz helyezettje | Az 1924. évi nyári olimpiai játékok éremtáblázatának első tíz helyezettje | Olimpia  |
| ------------------------------------------------------------------------- | ------------------------------------------------------------------------- | ------------------------------------------------------------------------- | ------------------------------------------------------------------------- | ------------------------------------------------------------------------- | -------- |
|                                                                           | Ország                                                                    | Arany                                                                     | Ezüst                                                                     | Bronz                                                                     | Összesen |
| 1.                                                                        | Egyesült Államok (USA)                                                    | 45                                                                        | 27                                                                        | 27                                                                        | 99       |
| 2.                                                                        | Finnország (FIN)                                                          | 14                                                                        | 13                                                                        | 10                                                                        | 37       |
| 3.                                                                        | Franciaország (FRA)                                                       | 13                                                                        | 15                                                                        | 10                                                                        | 38       |
| 4.                                                                        | Nagy-Britannia (GBR)                                                      | 9                                                                         | 13                                                                        | 12                                                                        | 34       |
| 5.                                                                        | Olaszország (ITA)                                                         | 8                                                                         | 3                                                                         | 5                                                                         | 16       |
| 6.                                                                        | Svájc (SUI)                                                               | 7                                                                         | 8                                                                         | 10                                                                        | 25       |
| 7.                                                                        | Norvégia (NOR)                                                            | 5                                                                         | 2                                                                         | 3                                                                         | 10       |
| 8.                                                                        | Svédország (SWE)                                                          | 4                                                                         | 13                                                                        | 12                                                                        | 29       |
| 9.                                                                        | Hollandia (NED)                                                           | 4                                                                         | 1                                                                         | 5                                                                         | 10       |
| 10.                                                                       | Belgium (BEL)                                                             | 3                                                                         | 7                                                                         | 3                                                                         | 13       |
|                                                                           |                                                                           |                                                                           |                                                                           |                                                                           |          |
| 13.                                                                       | Magyarország (HUN)                                                        | 2                                                                         | 4                                                                         | 4                                                                         | 10       |
|                                                                           |                                                                           |                                                                           |                                                                           |                                                                           |          |
| Összesen                                                                  | Összesen                                                                  | 126                                                                       | 127                                                                       | 125                                                                       | 378      |

## Magyar részvétel
A súlyos háborús veszteségek után újjáéledő magyar sportot az olimpián – a körülményekhez képest jelentős számú – nyolcvankilenc sportoló képviselte. A részt vevő magyar versenyzők névsorát lásd az 1924. évi nyári olimpia magyarországi résztvevőinek listája szócikkben.
A magyar zászlóvivő Toldi Sándor atléta volt. A magyar sportolók tíz érmet, két arany-, négy ezüst és négy bronzérmet szereztek. A megszerzett hatvankilenc olimpiai pont hárommal volt több, mint az 1912. évi nyári olimpiai játékokon.
A magyar csapat szerepléséről részletesen lásd a Magyarország az 1924. évi nyári olimpiai játékokon szócikket.